# Julius Scholz

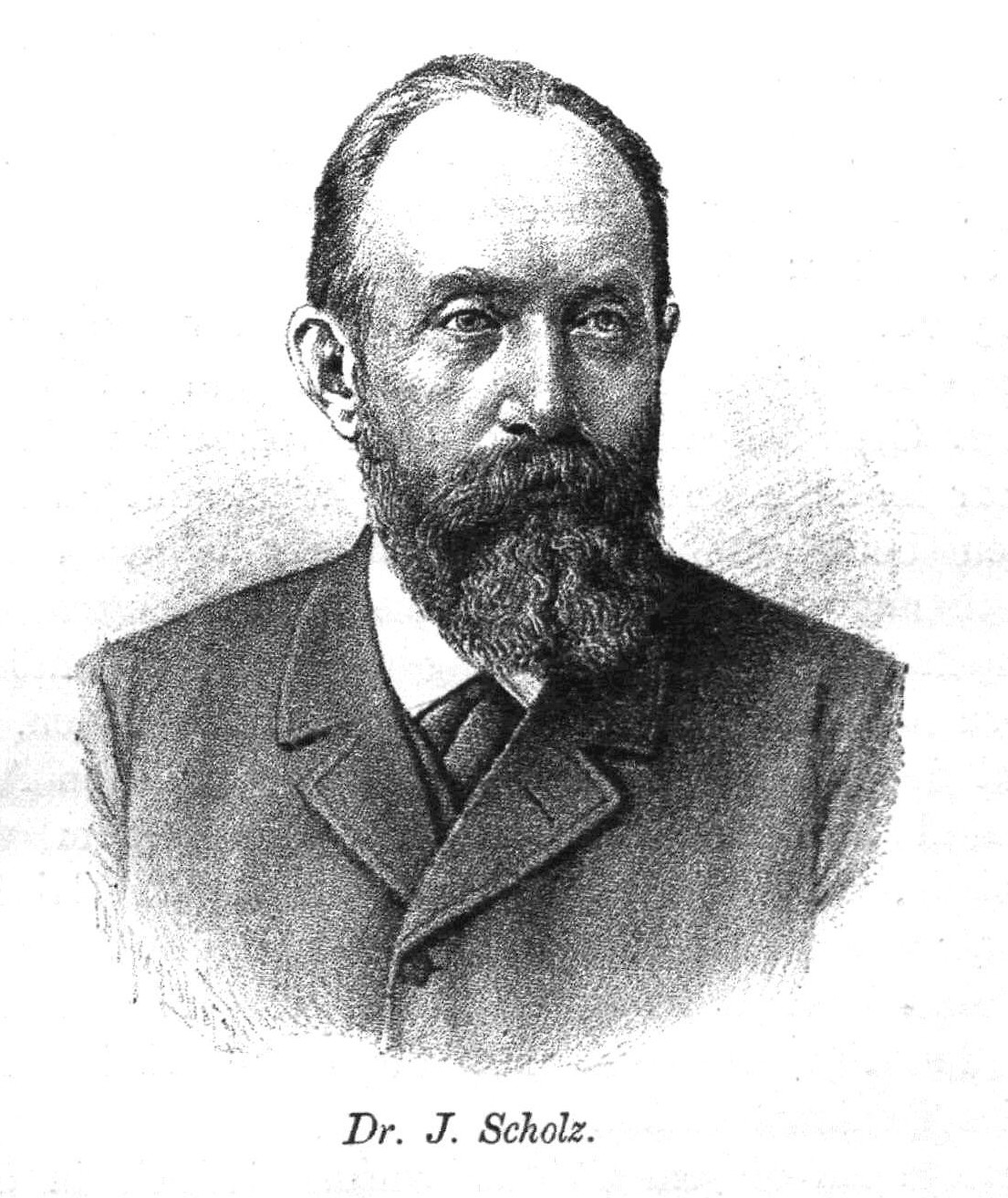
Julius Scholz um 1894

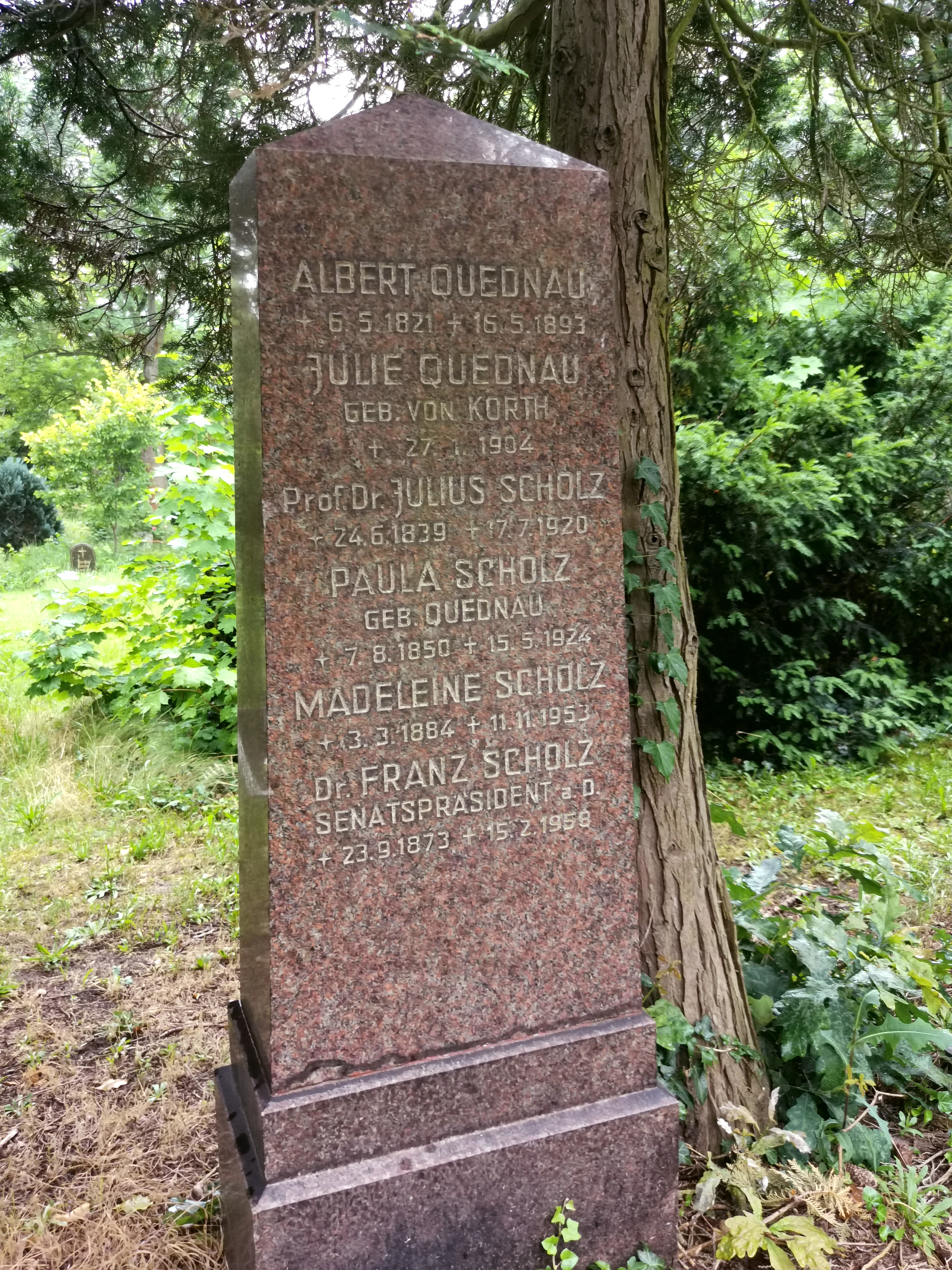
Grab auf dem Luisenstädtischen Friedhof in Berlin-Kreuzberg

Julius Scholz (* 24. Juni 1839 in Berlin; † 17. Juli 1920 ebenda) war ein deutscher Oberlehrer, Alpinist und Mitbegründer des Deutschen Alpenvereins.

## Leben
Julius Scholz wurde in Berlin als ältester Sohn von vier Geschwistern, zwei Jungen und zwei Mädchen geboren. Die Eltern siedelten nach Boitzenburg über, wo er seine Kindheit und die ersten Jugendjahre verlebte. Scholz heiratete 1871 eine geb. Quednau, sie bekamen zwei Söhne, Paul und Franz. Seine Frau begleitete ihn öfters in die Alpen und überschritt unter anderem den Vermuntpass.
Nach dem Abschluss der Mittleren Reife besuchte er das Prenzlauer Gymnasium. In Leipzig studierte er an der Universität Mathematik und Naturwissenschaften. Die in Leipzig begonnenen Universitätsstudien beendete er in Berlin, wo er im Laufe des Februar 1863 promovierte und im Herbst das Staatsexamen ablegte. Als Dr. phil. fand er zunächst kommissarische Beschäftigung an der Ritterakademie zu Brandenburg. Von dort ging er im Jahr 1865 an die königliche Realschule zu Berlin als Hilfslehrer. Noch im selben Jahr berief man ihn als ordentlichen Lehrer an das städtische Dorotheenstädtische Realgymnasium. An der neu begründeten Victoriaschule bekam er 1878 eine Stelle als Lehrkraft, ab 1881 fungierte er dort als Oberlehrer. Seine erfolgreiche Tätigkeit wurde staatlicherseits durch Ernennung zum Professor anerkannt. Parallel zu seinem Engagement an der Victoriaschule, um seinem wissenschaftlichen Spezialgebiet lehrend tätig sein zu können, trat Scholz in die Technische Hochschule ein. Die ersten Jahre assistierte er dem Prof. Pohlke, nach dessen Tod lehrte er als Privatdozent für deskriptive Geometrie und Projektionslehre noch mehrere Jahre.
Das Jahr 1863 führte den 24-jährigen Julius Scholz zum ersten Mal in die Berge und zwar in das Appenzellerland und dem Engadin. Als Reisebegleiter unterstützte er den Professor Krönig bei seinen wissenschaftlichen Arbeiten. Während des Aufenthaltes wurde in Appenzell der Kaien und im Engadin der Muottas Muragl, sowie der Piz Lunghin und der Hoher Kasten bestiegen. Von 1863 bis 1894 besuchte er 28 Mal die Alpen und bewältigte acht Erstbegehungen und Erstbesteigungen.

### Routen und Besteigungen
- 1869 1. Beg. Fluchtkogel-Südwestflanke, (3500 m ü. A.), (Ötztaler Alpen)
- 1870 1. Best. Hoher First über Westgrat, (3405 m ü. A.), (Ötztaler Alpen)
- 1870 1. Beg. Vernagelwand, (Ötztaler Alpen)
- 1883 1. Beg. Ruderhofspitze von Südosten über den Grawawandferner, (3473 m ü. A.), (Stubaier Alpen)
- 1886 1. Best. Wilder Turm, (3177 m ü. A.), (Stubaier Alpen)
- 1886 1. Best. Olasgrat, (Stubaier Alpen)
- 1886 1. Best. Hintere Sonnenwandspitze, (3084 m ü. A.), (Sellrain, Stubaier Alpen)
- 1886 1. Beg. Uelasgratspitze von Nordwesten vom Kuhgschwez, (3039 m ü. A.), (Stubaier Alpen)

Julius Scholz war einer der Gründungsmitglieder des am 9. Mai 1869 in München im Gasthaus „Blaue Traube“ begründeten Deutschen Alpenvereins. Er war Mitunterzeichner des im Juni 1869 von München aus erlassenen öffentlichen Aufrufs an alle Alpenfreunde zur Gründung von Sektionen des Deutschen Alpenvereins. Am 3. November 1869 gründete er mit dem Stadtgerichtsrat H. Deegen, Gymnasialprofessor Wilhelm Hirschfelder und Wilhelm Koner die Sektion Berlin. Scholz war der erste gewählte Vorsitzende der Sektion und amtierte in den Jahren 1869 bis 1891 und von 1895 bis 1897. Als Zentralpräsident des Deutschen und Österreichischen Alpenvereins in den Jahren 1892–1894 hat er sich nicht nur um die Entwicklung des Alpenvereins, sondern um die des alpinen Lebens überhaupt hochverdient gemacht und sich einen Namen erworben weit über den Wirkungsbereich seiner Heimatssektion hinaus. 1894 wurde er zum Ehrenmitglied und 1897 zum Ehrenpräsident der Sektion Berlin ernannt.
Am 24. Juni 1919 beging Julius Scholz in Charlottenburg seinen achtzigjährigen Geburtstag. Aus Anlass des 50-jährigen Bestehens des Alpenvereins wurde ihm im selben Jahr das goldene Alpenvereinszeichen verliehen. Am 17. Juli 1920, wenige Wochen nach Vollendung seines 81. Lebensjahres, starb Julius Scholz in Berlin.